# Stor-Mittåkläppen
Stor-Mittåkläppen este o arie protejată (arie specială de conservare — SAC, sit de importanță comunitară — SCI) din Suedia întinsă pe o suprafață de 1.092 ha, integral pe uscat.

## Localizare
Centrul sitului Stor-Mittåkläppen este situat la coordonatele 62°43′37″N 12°27′44″E / 62.7269°N 12.4621°E.

## Înființare
Situl Stor-Mittåkläppen a fost declarat sit de importanță comunitară în mai 2000 pentru a proteja 1 specie de plante. Situl a fost protejat și ca arie specială de conservare în decembrie 2009.

## Biodiversitate
Situată în ecoregiunea alpină, aria protejată conține 12 habitate naturale: Lacuri și iazuri distrofice naturale, Fânețe montane, Păduri nordice subalpine/subarctice cu Betula pubescens ssp. czerepanovii, Mlaștini alcaline, Pajiști alpine și subalpine calcaroase, Formațiuni ierboase bogate în specii de Nardus, dezvoltate pe substraturi silicioase în zone montane (și în zone submontane, în Europa continentală), Râuri de munte și vegetația erbacee de pe malurile acestora, Pajiști cu Molinia pe soluri calcaroase, turboase sau argilos-nămoloase (Molinion caeruleae), Pante stâncoase calcaroase cu vegetație casmofită, Pajiști alpine și boreale, Izvoare fino-scandinave și mlaștini produse de izvoare bogate în minerale, Pășuni din zone de pădure fino-scandinave.
La baza desemnării sitului se află o specie protejată de  plante: Encalypta mutica.